# M. Anderson (cràter)
M. Anderson és un petit cràter d'impacte situat al sector sud-sud-est de l'interior del cràter Apollo, a la cara oculta de la Lluna. Es troba en l'espai comprès entre els dos anells muntanyosos que conformen el gran cràter.

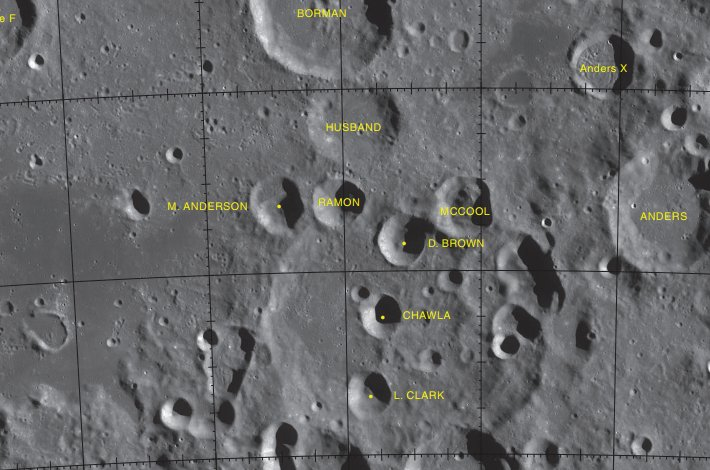
Localització de M. Anderson (centre esquerra de la imatge)
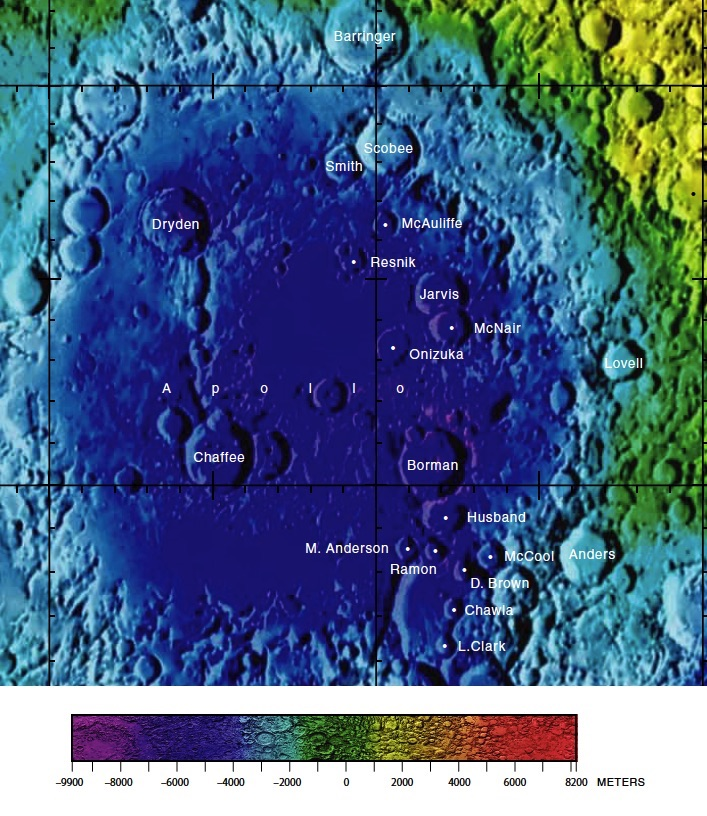
Cràters interiors de l'Apollo
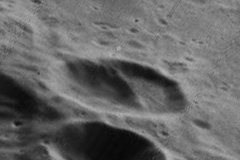
Vista obliqua de M. Anderson (imatge del Lunar Orbiter 5)

El cràter té una forma complexa, formada probablement per la combinació de dos cràters. La part nord de la vora del cràter més petit separa els dos terços més profunds del bol d'una banda del terç nord més elevat per un altre. El pendent intern és uniforme.
El nom va ser adoptat per la UAI el 2006, com a homenatge als set astronautes que van morir en l'accident del Transbordador Columbia esdevingut el 1r de febrer de 2003. Els noms dels set cràters són: Chawla, D. Brown, Husband, L. Clark, McCool, M. Anderson i Ramon.